# Ngày Khoan dung Quốc tế
Ngày Quốc tế khoan dung hoặc Ngày Khoan dung Quốc tế là một ngày hành động hàng năm được Tổ chức Giáo dục, Khoa học và Văn hóa Liên Hợp Quốc (UNESCO) tuyên bố vào năm 1995 để tạo ra nhận thức cộng đồng về những nguy cơ của việc không bao dung, được tổ chức vào ngày 16 tháng 11.

## Lịch sử
Ngày 16 tháng 11 năm 1995, Tổ chức Giáo dục, Khoa học và Văn hóa Liên Hợp Quốc (UNESCO) đã thông qua Ngày Quốc tế Khoan dung và lấy ngày 16 tháng 11 hằng năm để kỷ niệm. Đại diện của 185 quốc gia đã ký vào bản Tuyên bố đưa ra tại Hội nghị toàn thể lần thứ 28 của UNESCO, theo đó cam kết "Tôn trọng, chấp nhận và hiểu đúng sự đa dạng, phong phú các nền văn hóa của thế giới, những hình thức tự biểu hiện và những khả năng thể hiện cá tính của con người". Các quốc gia cũng công nhận một thực tế là con người khác nhau về hình dáng bên ngoài, địa vị, lời nói, cách ứng xử và các giá trị, song đều có quyền được sống trong hòa bình và duy trì cá tính của riêng mình.

## Hội nghị và lễ hội
Hàng năm, các hội nghị và lễ hội khác nhau được tổ chức vào dịp Quốc tế khoan dung. Trong số đó, "Liên hoan phim hoạt hình khoan dung toàn cầu" tại Drammen, Na Uy đã tổ chức một Liên hoan phim hoạt hình quốc tế vào năm 2013.